# Zaun

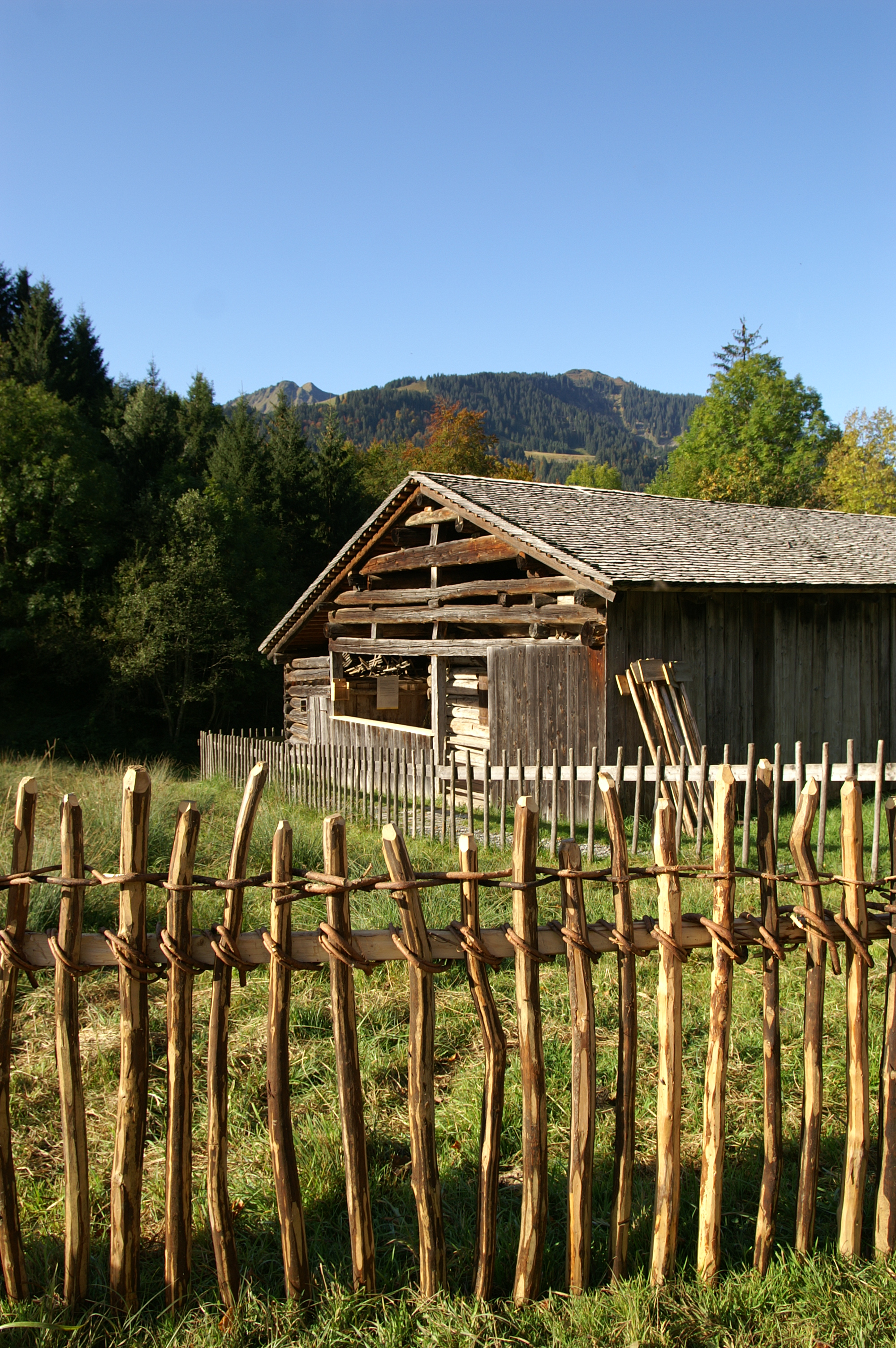
Speltenzaun

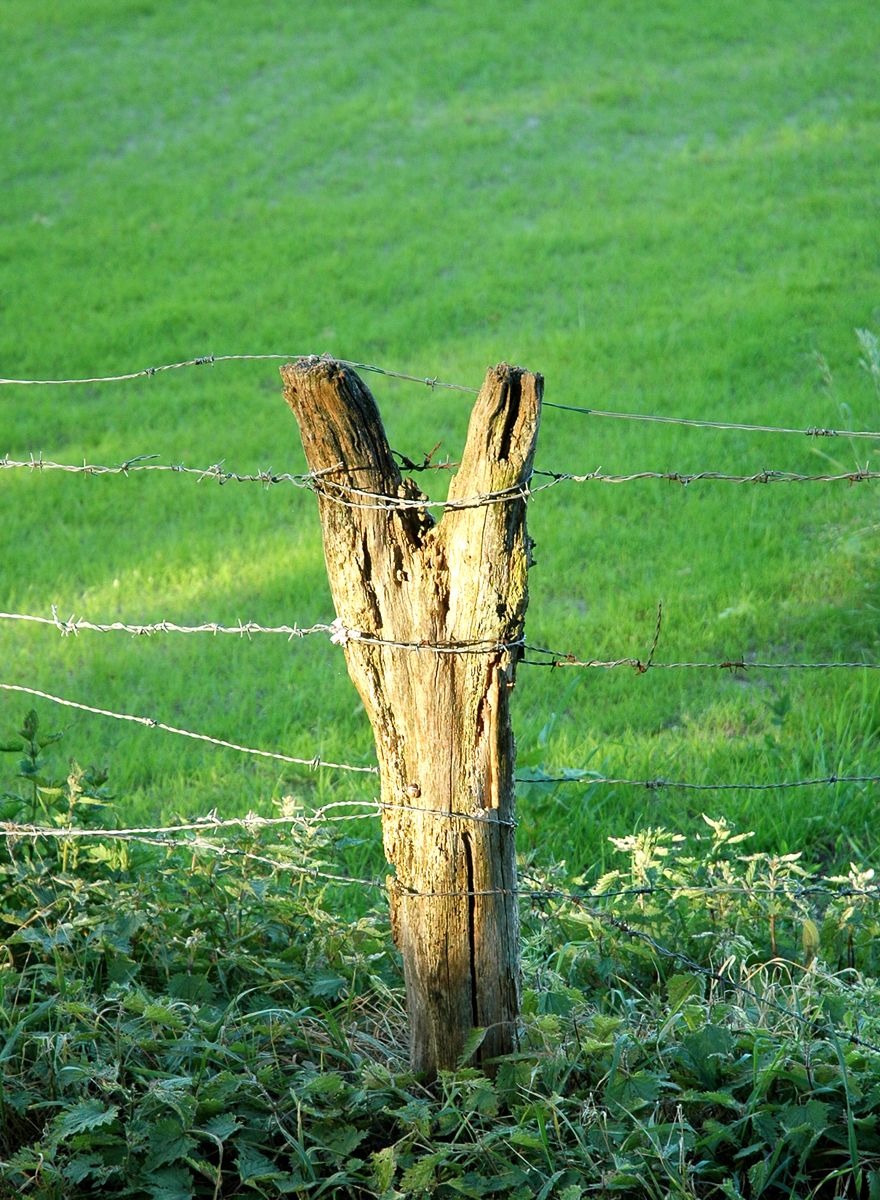
Weidezaun

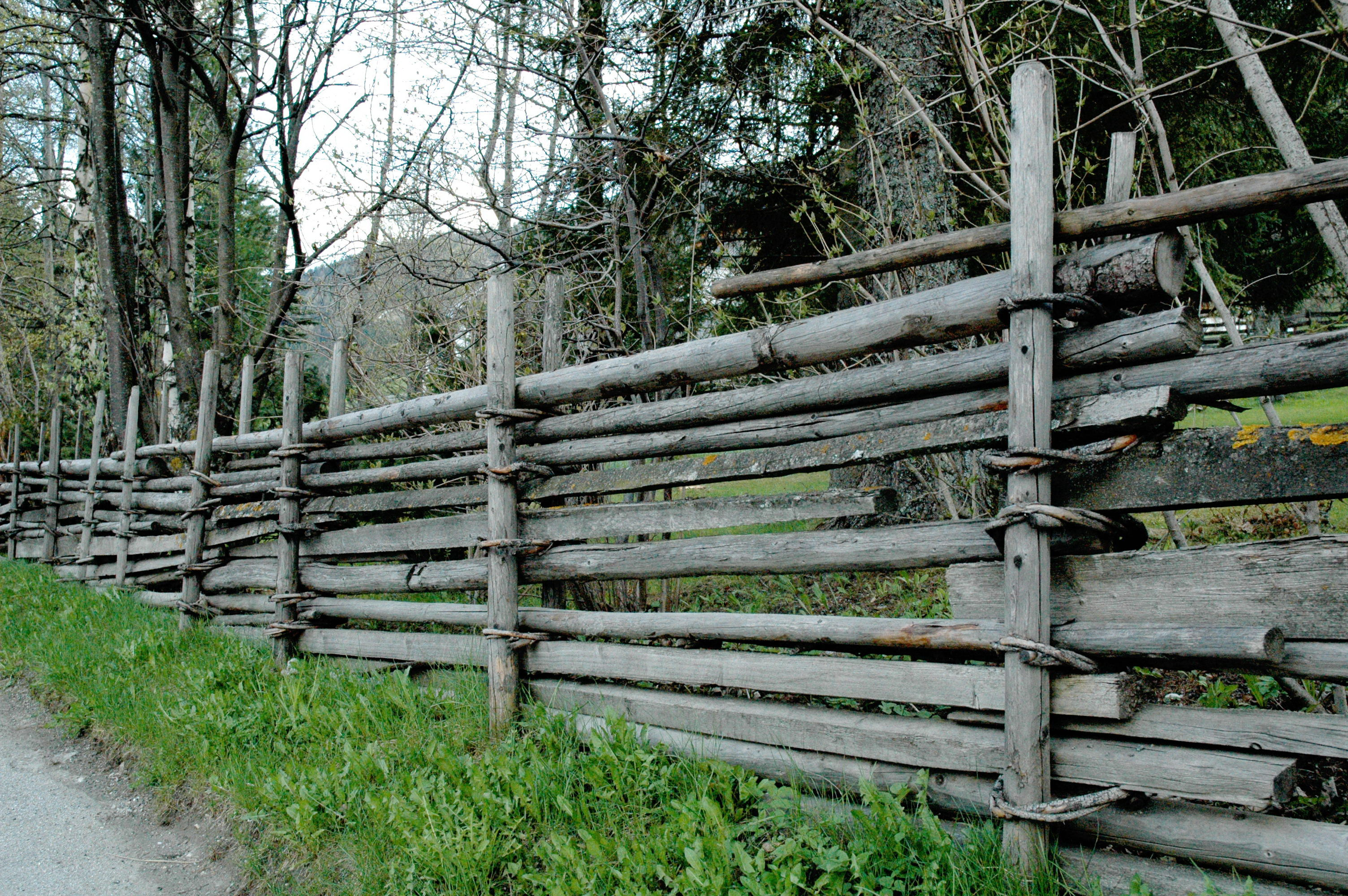
Holzzaun in den Alpen

Ein Zaun ist eine Einfriedung. Er trennt zwei Bereiche dauerhaft oder auf Zeit durch eine von Menschen geschaffene Grenze. Geschieht dies speziell um Tiere einzuschließen, spricht man auch von Gatter oder Pferch.
Ein Zaun besteht gewöhnlich aus Holz, Metall (festem Guss- oder Schmiedeeisen oder auch biegsamem Draht) oder Kunststoff. Aus Stein oder Beton errichtete Abgrenzungen heißen Mauer; eine Mittelstellung zwischen Zaun und Mauer nimmt die Gabionenwand ein. Gelegentlich sind Zäune auch farbig gestrichen, lasiert oder lackiert, moderne Holzzäune meist imprägniert, Drahtzäune oft kunststoffbeschichtet. Häufig verwendete widerstandsfähige Holzarten sind Edelkastanie, Lärche, Eiche, Kiefer oder biegsame – und billige – wie Fichte und Weide.
Anders als eine Mauer oder Wand ist er jedoch im Prinzip transportabel und begrenzt durchlässig. Von einem Hindernis, einer Barriere oder Absperrung trennt ihn die klar definierte Grenzziehung, wenn auch die Begriffe gelegentlich in synonymer Bedeutung verwendet werden.

## Etymologie
Das deutsche Wort Zaun ist verwandt mit dem englischen Wort town „Stadt“ und dem niederdeutschen/ niederländischen Wort tuin „Zaun“, „Garten“. Es bezeichnete also ursprünglich nicht das Hindernis selbst, sondern das von ihm umschlossene Gebiet. Analog als Umzäunung und das dadurch geschützte Land stehen das alte deutsche Wort Hag, das einen Zaun aus lebendem Material, die Hecke, wie auch aus Stangenholz bezeichnet, und das Wortfeld Garten, Gatter für den Flechtzaun. Daneben stehen auch das Wortumfeld Einfriedung wie auch die Wurzel biunta (siehe Flurnamenetymologie).

## Verwendung von Zäunen
Zäune haben meist eine Schutzfunktion. Darauf weist die Bezeichnung „Schutzzaun“ hin. Manche Zäune haben eher einen dekorativen Charakter, z. B. als Rankhilfe bei der Gartengestaltung.
Zäune machen Grundstücke kenntlich, grenzen Gärten ab und zeigen an, in welchem Bereich das Hausrecht gilt. Dies betrifft auch Immobilien von Unternehmen und staatliche Grundstücke. Diese Zäune hindern Unbefugte mehr oder weniger deutlich am Zutritt. Manche Zäune schützen darüber hinaus ein Objekt vor den Blicken Unbefugter. Andere Zäune sollen Menschen hindern, ein Gebiet zu verlassen, z. B. in Gefängnissen oder Lagern. Auch in Landschaftsschutzgebieten werden Zäune eingesetzt.
Zäune für Tiere werden auf Weideland und in Zoos benötigt, aber auch entlang von Straßen (Krötenzäune zum Amphibienschutz, Autobahnzäune zum Abhalten von Wildtieren).

## Geschichte
Die ältesten Zauntypen waren Flechtzäune und Staketenzäune, wie sie heute noch bei traditionell gepflegten Bauerngärten gibt. Sie dienten dazu, Tiere aus- bzw. einzusperren.
Seinen Ursprung hat die Sitte, in Siedlungen das ganze Grundstück einzuzäunen, nicht in Deutschland, sondern in England. Ursprünglich wurden die Weiden und der Garten selbst eingezäunt. Andere Kulturen, z. B. in Irland, grenzen ihre Grundstücke aus verschiedenen Gründen mit Trockenmauern voneinander ab, wieder andere mit Hecken oder Wassergräben. Seit Jahrhunderten durchziehen in Schleswig-Holstein auf kleinen Wällen angelegte Windschutzhecken das Land. Diese werden als „Knicks“ bezeichnet und sorgen für ein ausgezeichnetes Kleinklima. Es werden zumeist strauchig wachsende Laubgehölze verwendet. Es gibt auch in Deutschland kleine Regionen, die gewollt keine Zäune setzen: So sind die Bewohner des alten Fischerdorfes Neuendorf auf der Ostseeinsel Hiddensee bis heute stolz darauf, auf Umzäunungen ihrer Grundstücke von alters her zu verzichten.
So wie in jeder Landschaft traditionell unterschiedliche Haustypen zu finden sind, so sind weltweit auch unterschiedliche Zaunformen entstanden, die zum Teil das Bild einer Landschaft mitprägen. So spielten Zäune in den Zeiten des „Wilden Westens“ der USA eine wichtige Rolle, um die Besitzverhältnisse bei den riesigen Rinderherden abzugrenzen. Es kam um die seit den 1870er Jahren mit Stacheldraht versehenen Zäune sogar zu Weidekriegen.

## Zauntypen nach Material und Bauweise
Je nach Einsatzgebiet kommt eine andere Art und Größe von Zaun zum Einsatz.

### Hauptmaterial Holz

#### Bohlenzaun
Der Bohlenzaun ist ein besonders blickdichter Zaun, bei dem die einzelnen Bohlen bzw. Latten einseitig bzw. beidseitig versetzt angeordnet sind.

#### Bretterzaun

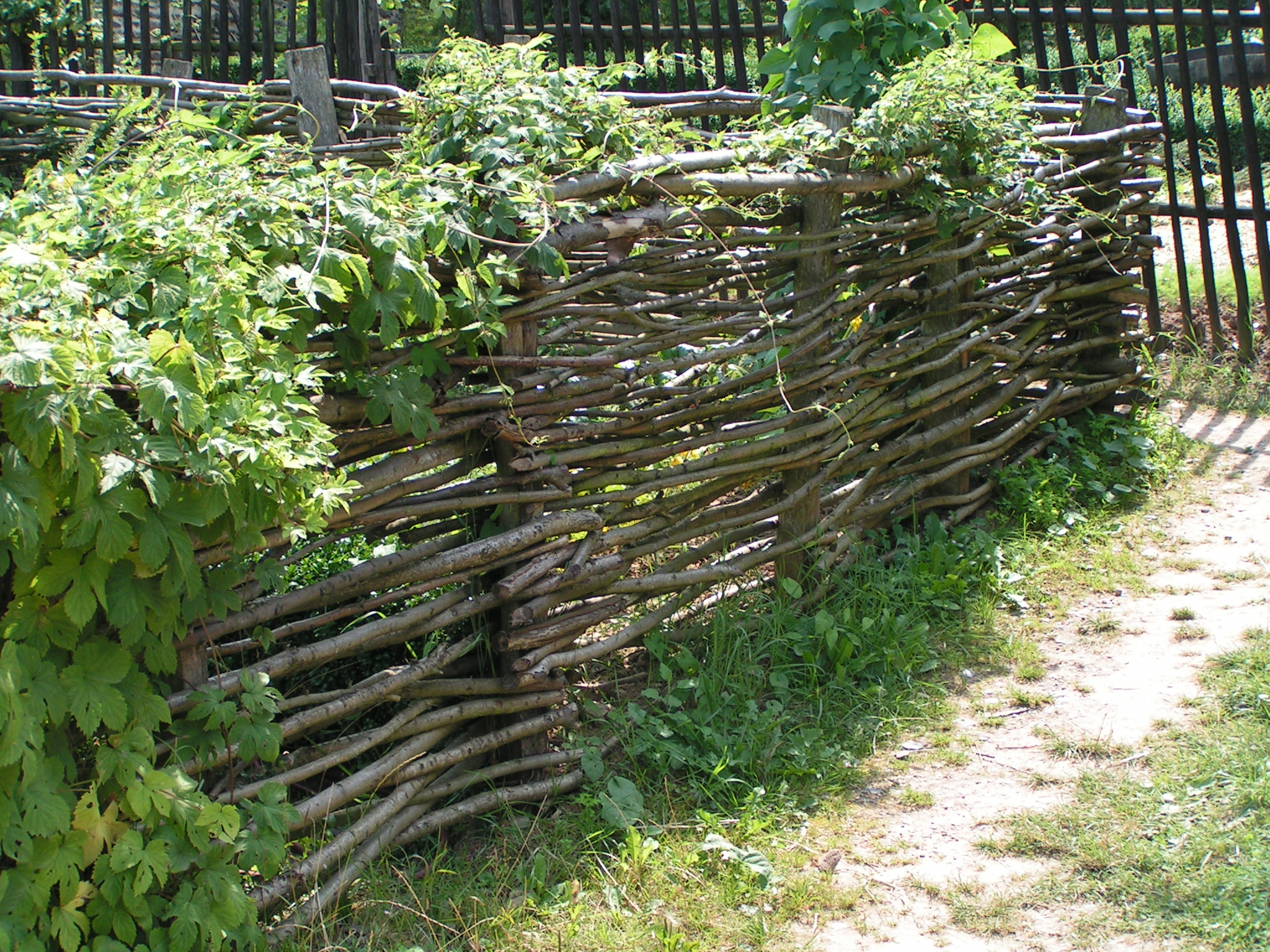
Flechtzaun

Bretterzäune werden meistens als Sichtschutz z. B. bei Baustellen, eingesetzt oder als Schutz vor Sachbeschädigungen. Dabei werden Bretter zwischen den einzelnen Pfosten befestigt.

#### Flechtzaun
Der aus biegsamen Profilbrettern waage- oder senkrecht verflochtene Flechtzaun gehört zu den ältesten Zaunformen und wirkt sehr natürlich; klassisches Holz ist Weide.

#### Lattenzaun
Der Lattenzaun (auch Staket, Stakete, Stackete, Staketenzaun) besteht aus senkrecht stehenden Latten, welche durch zwei oder mehr Querbalken (Riegel) miteinander verbunden sind. An diese Querbalken werden in regelmäßigen Abständen Latten angebracht. Der Querschnitt der Holzlatten ist oft rechteckig, kann aber auch verschiedene andere Formen annehmen, etwa bei Verwendung von Spaltholz oder bearbeiteten Ästen.

Lattenzäune werden auch aus Aluminium hergestellt, siehe Aluminium-Lattenzaun.

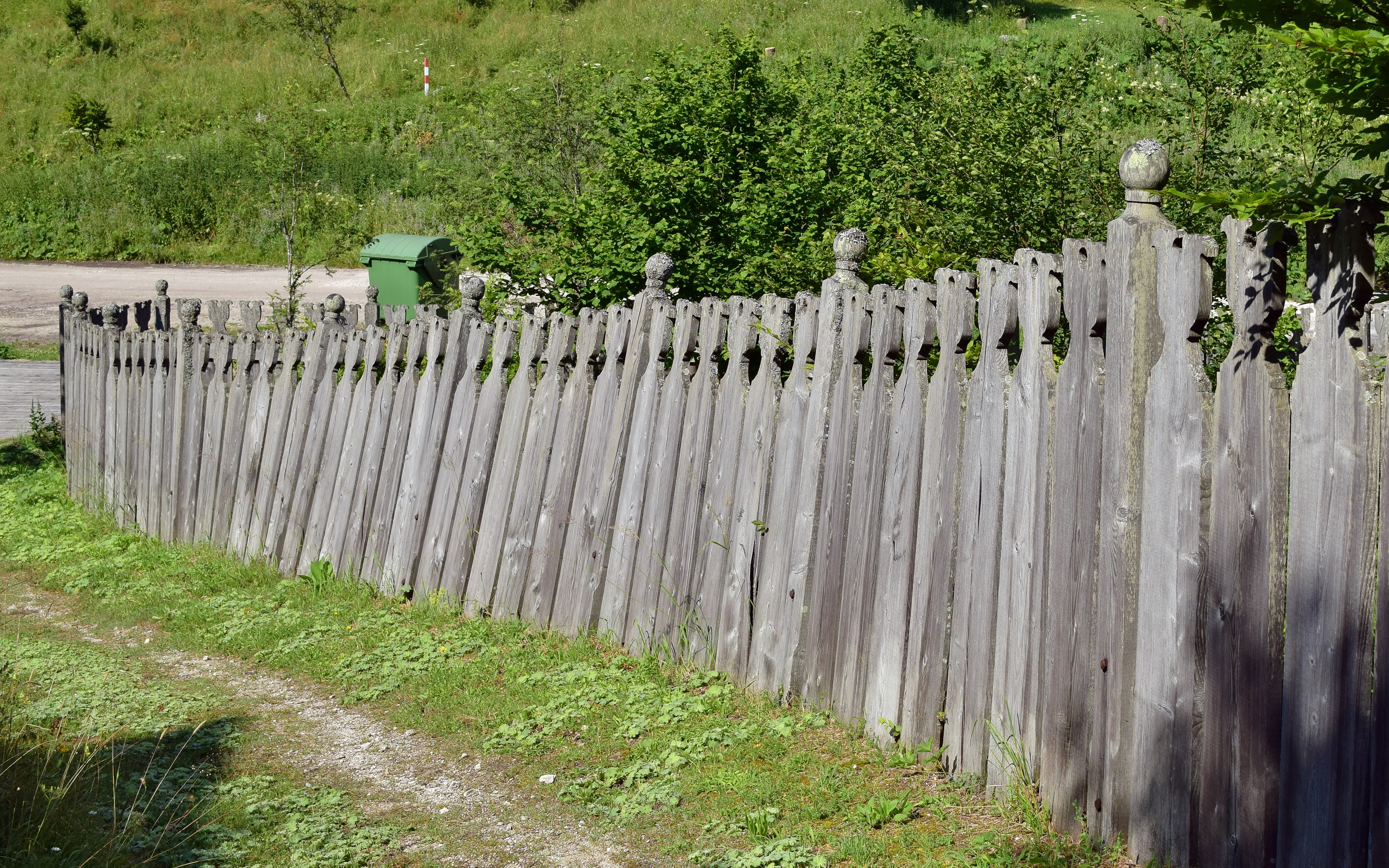
Historischer Lattenzaun mit Zierköpfen

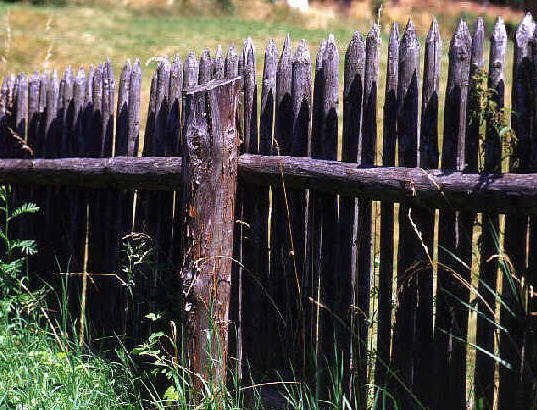
Hanichlzaun

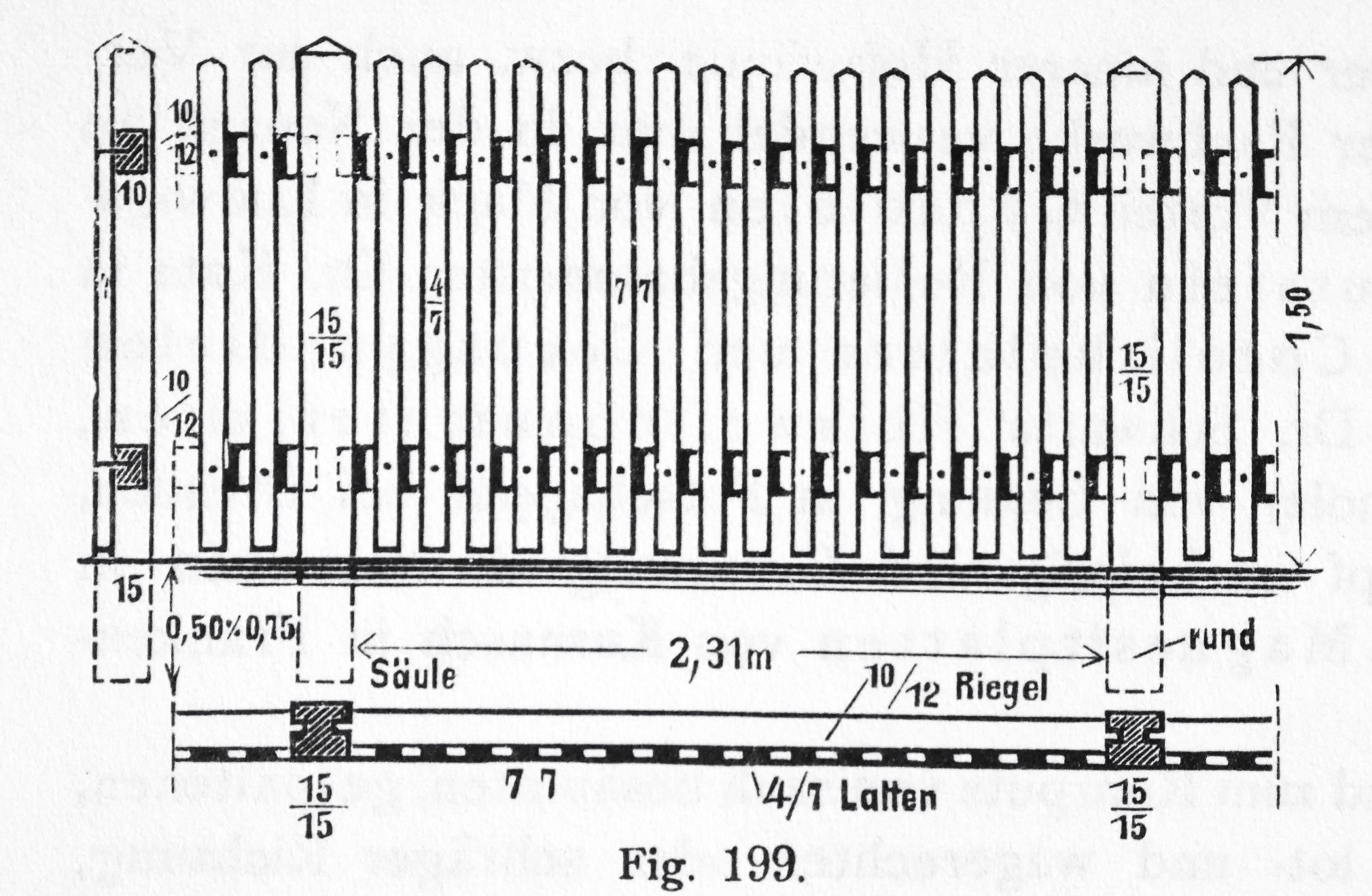
Lattenzaun (Staketenzaun) mit Riegeln und zwischen Zaunpfosten in einem Lehrbuch von 1904
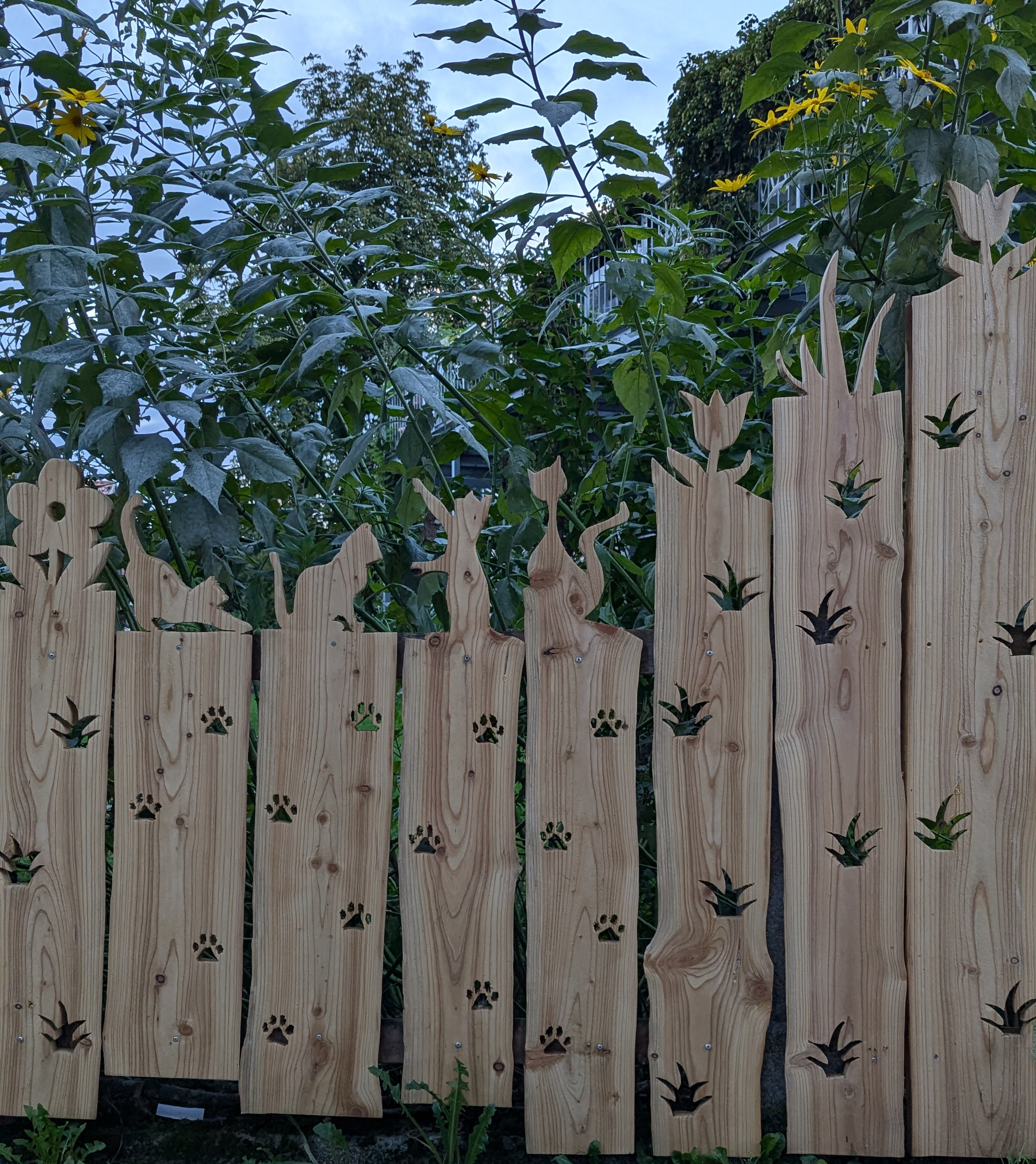
Lattenzaun mit Zierköpfen (Naturmotive)

#### Hanichlzaun
Eine alte Zaunform, die früher besonders in Bayern üblich war, ist der Hanichlzaun. Er wird aus halbierten und oben zugespitzten Fichten- oder Tannenstämmen hergestellt.

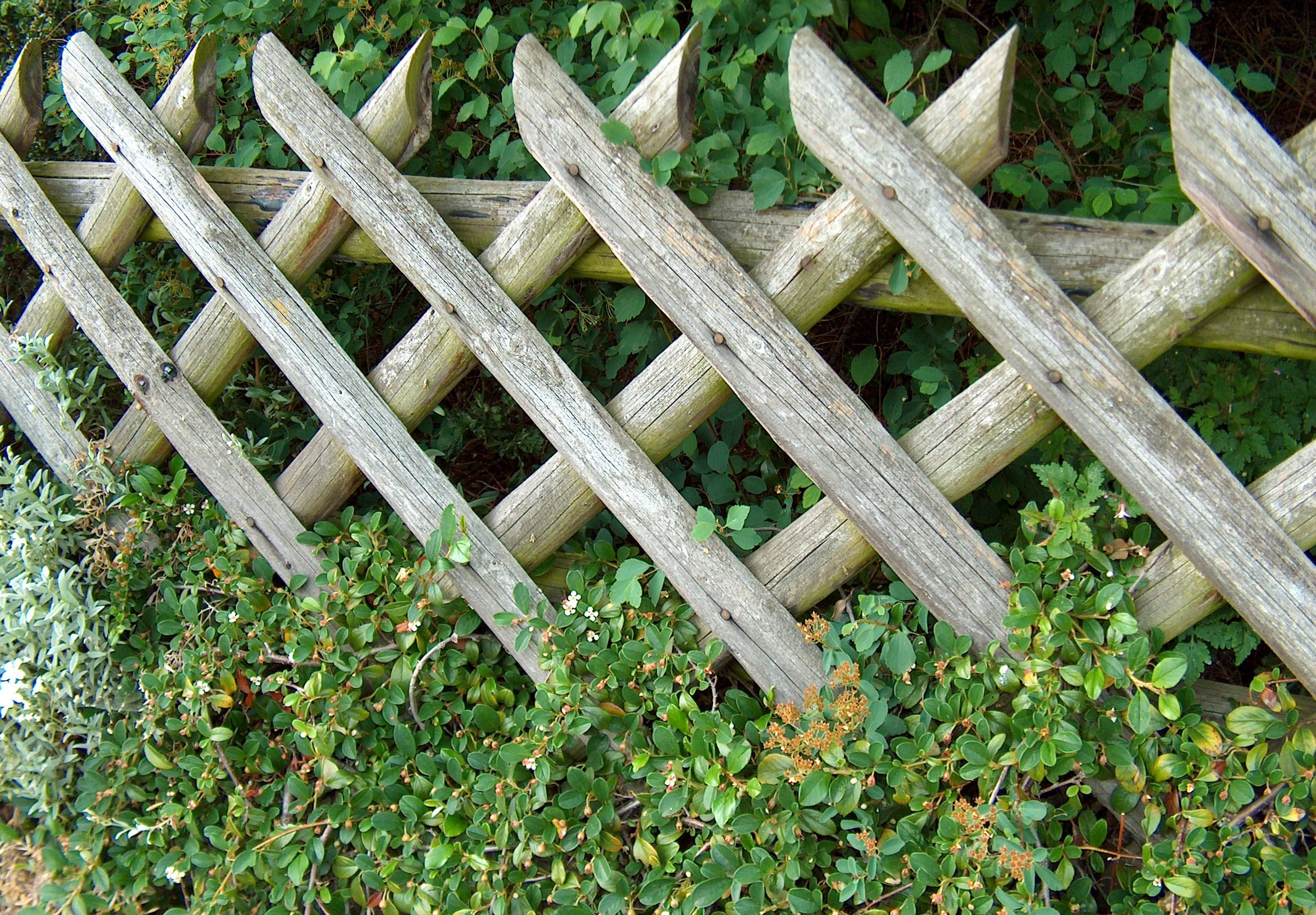
Jägerzaun an einem Garten

#### Jägerzaun
Der Jägerzaun, auch Scheren- oder Kreuzzaun, wird noch heute in manchen Landstrichen sehr gerne beim Privathausbau angelegt. Besonders häufig trifft man ihn in geschlossenen Siedlungsformationen. Bei diesem etwa 80 cm hohen Zaun sind die oben zugespitzten Latten nebeneinander X-förmig an zwei Querbalken befestigt.

#### Palisadenzaun
Der Palisadenzaun, auch Lanzenzaun, ist ebenfalls senkrecht ausgerichtet und vor zwei Querbalken befestigt. Die einzelnen Palisaden haben einen runden oder rohrförmigen Querschnitt und sind oben mit Spitzen versehen, was sie besonders für kletternde Kinder äußerst gefährlich und gelegentlich zur tödlichen Falle macht.

#### Ringzaun
Der Ringzaun, auch Rautenhag oder Bänderzaun, wird ohne Nägel hergestellt. Die Bretter werden mit Ringen aus Tannen- oder Lärchenästen mit den Pfosten verbunden.

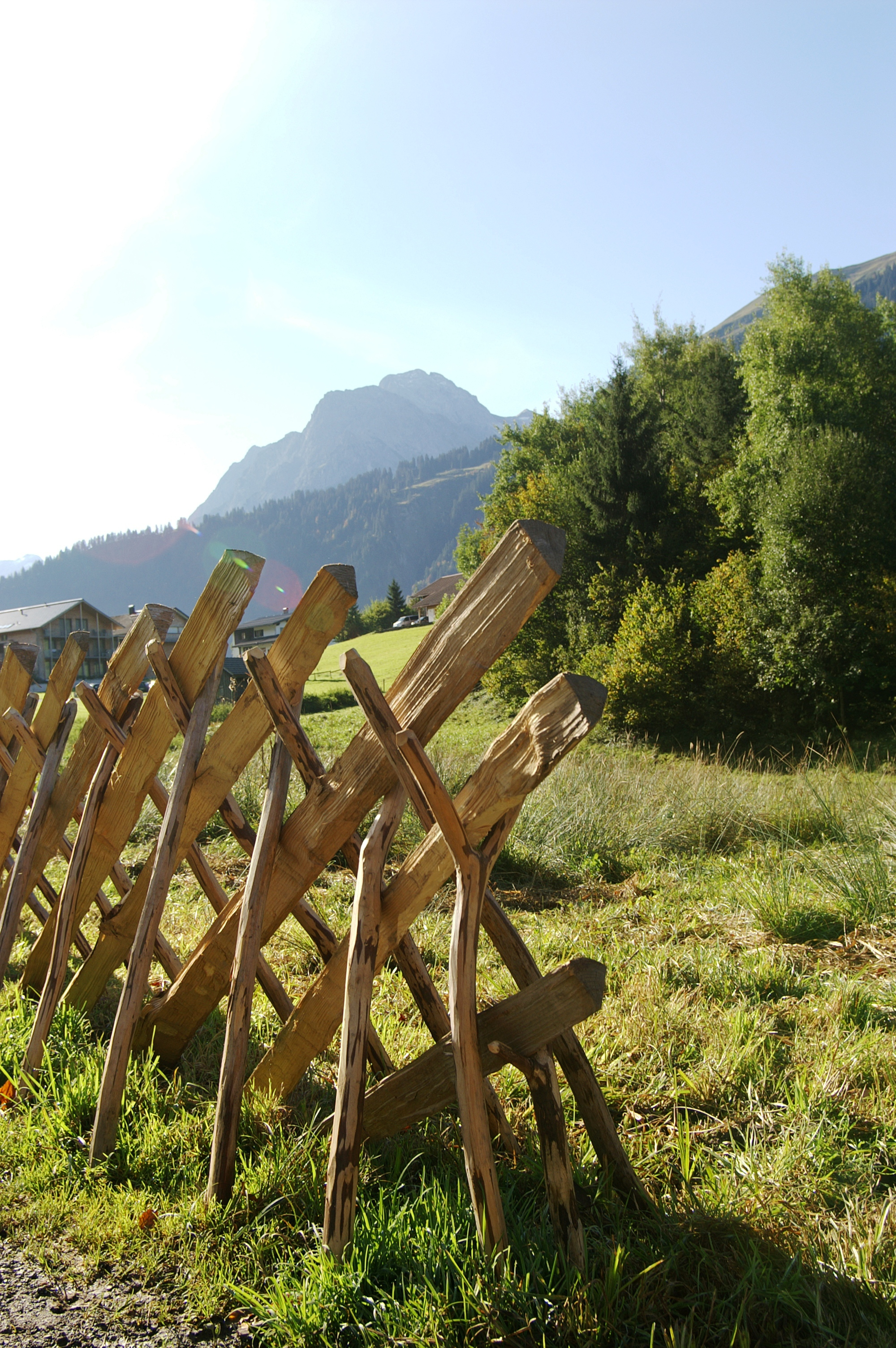
Schrank- oder Schrägzaun

#### Schrankzaun
Beim Schrankzaun, der mancherorts auch Sarner Bettlzaun, Knüppel-, Schräg-, Schar-, Graggenzaun (Schweiz) und Scheia- oder Schrag(g)azaun (Montafon/Österreich) genannt wird, handelt es sich um einen Weidezaun, der vorwiegend in Wald- und Almgebieten errichtet wird.

Dies vor allem deshalb, weil er relativ schnell errichtet und wieder abgetragen werden kann, was besonders in lawinengefährdeten Gebieten von großem Vorteil ist. Beim „Schrankzaun“ werden ca. 1,5 bis 2 m lange Steckenpaare so in den Boden geschlagen, dass sie eine Schere (im Volksmund „Schar“) bilden, in die dann ca. 1,5 bis 2 m lange, gespaltene Stangen oder Latten eingelegt werden.
In manchen Gegenden werden auch runde Stangenhölzer von bis zu 4 m verwendet. In der Nähe von Wäldern werden als Einlegeholz auch Baumwipfel und Äste verwendet.

#### Speltenzaun
Beim geflochtenen Speltenzaun, auch Gerten-, Flecht- oder Staketenzaun, werden die in den Boden gerammten Spelten (senkrechte Zaunhölzer) mit Fichtenästen oder Weidebändern an die von Säulen getragenen Querlatten oder -stangen gebunden. Die Spelten werden aus einem Lärchenstamm herausgespalten und sollten auch nach oben hin etwas zugespitzt werden. Sie können auch aus Brettern oder Schwarten sein. Die Höhe des Zaunes beträgt 1,50–1,70 m. Jener Teil der Pfosten, der in die Erde geschlagen oder gegraben wird, muss gegen das Faulen angebrannt werden.

#### Staketenzaun

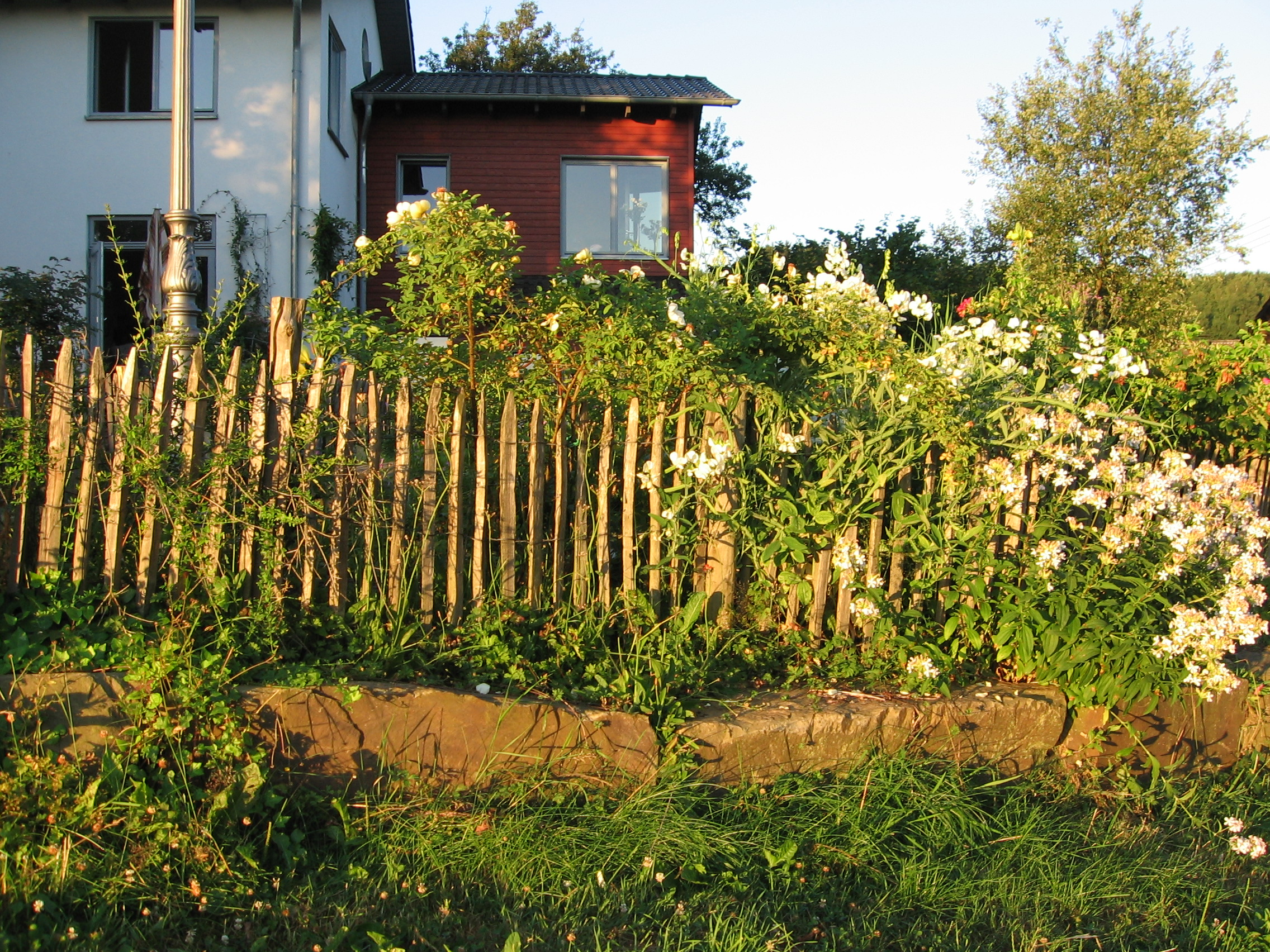
Staketenzaun als Rollzaun

Der Staketenzaun ist eine Form des Lattenzauns. Der Querschnitt der Staketen ist rund oder eckig, oben abgeschrägt. In der Version des Rollzauns werden gespaltene Staketen an mindestens zwei Drahtreihen befestigt und gespannt.
Der Staketenzaun aus Kastanienholz (Ess- oder Edelkastanie, Castanea sativa) wird in Frankreich und England hergestellt. Als Kastanienzaun, Staketenzaun oder Rollzaun wurde dieser Zaun in den letzten Jahren auch in Deutschland immer bekannter. Durch die Verbindung mit Draht passt der Zaun sich jedem Gelände an. Verwendet wird der Zaun überall da, wo eine natürliche Optik, oder ein langlebiger, pflegeleichter und dadurch preiswerter Zaun gewünscht ist. Geliefert wird der Staketenzaun in Höhen von 50 cm bis 200 cm. Zur Verlegung werden Pfähle in den Boden geschlagen und anschließend der Zaun mit Krampen am Draht befestigt. Der Zaun ist (durch den hohen Gerbsäureanteil der Kastanie) ohne Anstrich länger haltbar als herkömmliche druckimprägnierte Zäune. Die Esskastanie wird alle 10 bis 20 Jahre geschnitten und schlägt dann aus dem Stock neu aus.

### Andere Materialien

#### Aluminium-Lattenzaun
Bei einem Lattenzaun aus Aluminium gleichen die Latten (lackierten) Holzlatten, sie glänzen aber ungleich länger und sind fast unbeschränkt haltbar. Die Aluminiumlatten haben fast immer einen rohrförmigen Querschnitt. Sie werden an die Querbalken (Riegel) geschraubt, geschweißt oder vernietet. Sie sind auch mit Holzdekor pulverbeschichtet herstellbar. Durch besondere Ausführung der Riegel sind die Schraubenköpfe (oder Nietköpfe) mit einer integrierten Leiste abgedeckt und weder von vorne noch von hinten sichtbar.
Die Latten werden meist mit aufgesteckten oder eingesteckten Kappen oben verschlossen. Diese Kappen bestehen aus Zamak-Legierung (Zinklegierung) oder aus Aluminiumguss. Der Vorteil der Zamak-Ausführung liegt bei der genauen Passform, die Herstellung ist aber durch relativ hohe Werkzeugkosten teuer. Aluminiumguss ist zwar billiger, aber meist ungenau und durch Lufteinschlüsse porös. Beim Pulverbeschichten machen diese Poren oft Blasen. Nach dem Trocknen sind diese Fehlerstellen sichtbar. Kappen aus Zamak sind meist ohne Poren, die Beschichtung daher meist ohne Fehlerstellen.

#### Betonzaun
Betonzäune – ein System bestehend aus Pfosten (Doppel-T-Trägern) und Platten. Zwischen den einbetonierten Pfosten werden massive oder durchbrochene Betonplatten eingesetzt. Bei Massivplatten fehlt die Transparenz als wesentlichen Charakter eines Zauns. Da im Gegensatz zu einer Mauer hier ein vollständiges Fundament fehlt, und die Massivplatten auch austauschbar sind, ist diese Art der Abgrenzung den Zäunen zuzuordnen. Da sich jedoch Betonmauern schlecht vermarkten lassen, werden die Systeme von Herstellern unter dem Begriff „Betonzaun“ angeboten. Diese Art der „Zäune“ ist sehr robust bietet je nach Zaunart einen Sicht- und Lärmschutz. Die Lebensdauer kann bis zu 30 Jahren und mehr betragen. Man unterscheidet zwischen ein bzw. beidseitigen Mustern. Bei einseitigen Platten besteht die Möglichkeit durch Verwendung von Doppelnutpfosten die Montage Rücken an Rücken auszuführen. Dadurch erreicht man ebenfalls beidseitige Struktur. Die Lebensdauer, weitgehende Pflegefreiheit und Witterungsbeständigkeit dieses Zaunsystems ist anderen Materialien überlegen.

#### Elektrozaun

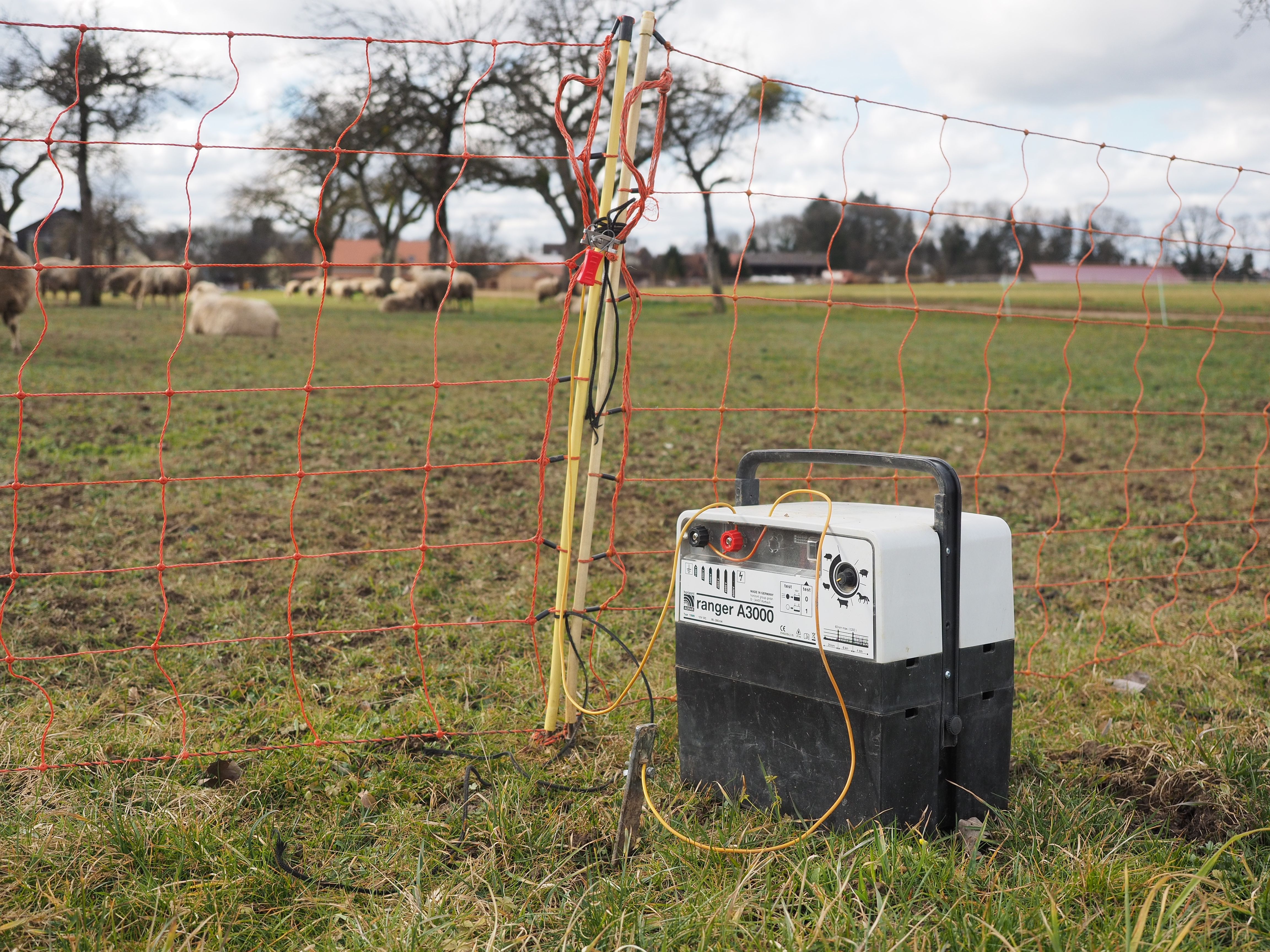
Elektrischer Weidezaun

Die bekannteste Erscheinungsform des Elektrozauns ist der elektrische Weidezaun. Er besteht aus Drähten oder (zur besseren Sichtbarkeit) farbigen, drahtdurchzogenen Kunststoffbändern, über die in kurzen Abständen Stromimpulse fließen. Diese versetzen Tieren bei Berührung einen unangenehmen, aber nicht gefährlichen Stromschlag. Elektrozäune werden auch zur Abschreckung von Raubtieren für den Herdenschutz empfohlen.

#### Gittermattenzaun

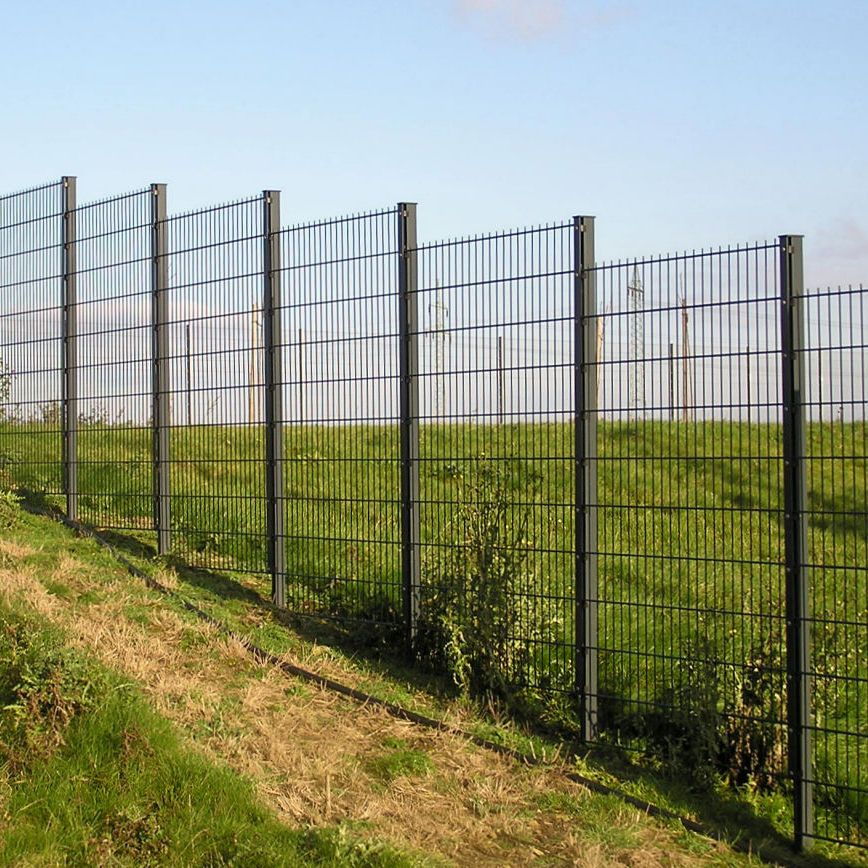
Doppelstabmattenzaun in Gefälle

Ein Gittermattenzaun oder Stabmattenzaun wird in seiner einfachsten Form automatisiert aus feuerverzinktem Rundstäben aus Stahl zusammengeschweißt, die häufig zusätzlich auch noch farbig pulverbeschichtet werden.
Moderne Gittermattenzäune werden meist aus Einstabmatten oder Doppelstabmatten(gittern) gefertigt. Bei Einstabmatten sind jeweils ein waagerechter und ein senkrechter Stahldraht, bei Doppelstabmatten jeweils zwei waagerechte und ein senkrechter Stahldraht miteinander verschweißt. Bei Dreifachstabgittern ergibt sich durch einen zusätzlichen dritten Horizontalstab eine Kabelführung, die i. d. R. zu Detektionszwecken genutzt wird. Gängige Drahtstärken für Gittermattenzäune sind 6/5/6 mm (häufig im Privatbereich zu finden) und 8/6/8mm (vornehmlich im gewerblichen Umfeld zu finden), wobei die erste und letzte Zahl den Durchmesser der waagerechten Stahldrähte in mm angibt, die mittlere Zahl den Durchmesser der senkrechten Stahldrähte.
Zunehmend werden Stabmatten mit eingeflochtenen Sichtschutzstreifen verwendet, die sich farblich auf den Zaun anpassen lassen und zusätzlich als Windschutz dienen. Mithilfe sogenannter Einfassprofile können verschiedenfarbige Sichtschutzstreifen kombiniert werden.

#### Maschendrahtzaun
Der Maschendrahtzaun oder auch Diagonaldrahtgeflechtzaun besteht aus Pfosten und Drähten. Die Drähte sind dabei zu Maschen verflochten. In definierten Abständen wird ein Pfosten im Boden verankert und Drähte zwischen diesen Pfosten gespannt. Die Dichte der Drähte richtet sich dabei nach dem Zweck des Zauns. Grobe Maschen halten große Lebewesen auf, feine Maschen auch kleinere.

#### Schmiedeeiserne Zäune

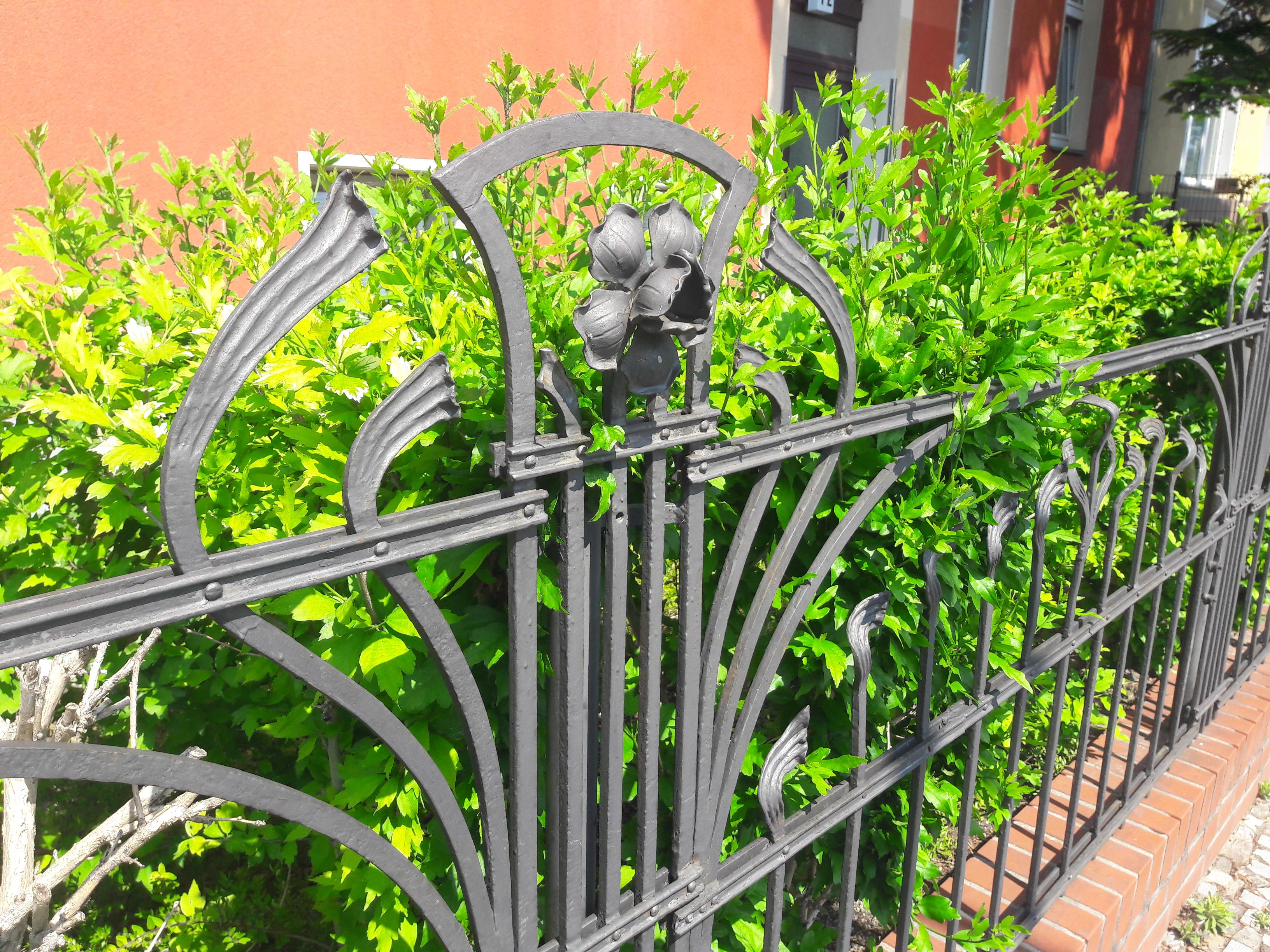
Kunstgeschmiedeter Eisenzaun an einem Vorgarten in Berlin-Steglitz

Zäune aus geschmiedeten Eisenstäben werden in einer großen Formenvielfalt hergestellt und wurden früher insbesondere an repräsentativeren Gebäuden eingesetzt.
Ursprünglich wurden die Stäbe vom Schmied einzeln in Handarbeit gefertigt und in horizontal verlaufende Gurte eingesteckt oder mit diesen vernietet. Besonders aufwändig gestaltete Zäune wurden um 1900 von Kunstschmieden angefertigt.
Heute werden die dekorativ geformten Stäbe industriell vorgeformt und zu einem Gitter verschweißt.
Dekorative Flacheisen mit zwei halbrunden Wulsten an der breiten Seite werden als Hespenstahl bzw. Hespenprofil bezeichnet. In einer Breite von 25 bis 40 mm werden sie häufig als waagerecht verlaufende Profile eingesetzt. Feinere Profile, die ohne tragende Funktion zur Abdeckung von Schweißnähten oder ähnlichem verwendet werden, heißen Flachbundprofil.

#### Solarzaun

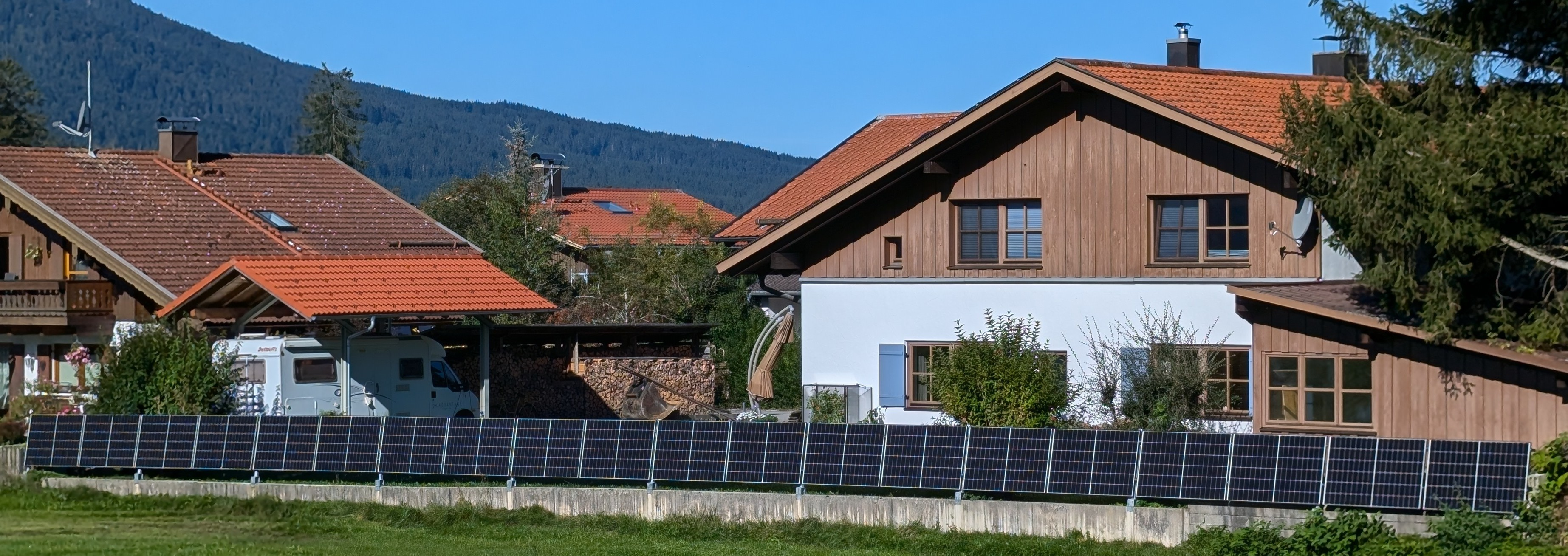
Solarzaun aus Photovoltaik-Modulen

Bei Solarzäunen werden Photovoltaik-Module meist (nahezu) senkrecht aufgestellt. Neben der Gewinnung von Solarstrom können sie auch den Geräusch-, Wind- und Sicht-Schutz dienen.
Eine weitere Form des Solarzaunes sind die sogenannten Energiezäune, die zur Gewinnung von Wärmeenergie genutzt werden.

## Zauntypen nach Verwendungszweck

### Tiere

#### Amphibienzaun
Amphibienzäune halten Amphibien vom lebensgefährlichen Überqueren von Straßen ab (siehe Amphibienschutz). Sie werden oft „Krötenzaun“ genannt, obwohl sie nicht nur Kröten schützen, sondern auch Frösche, Salamander und andere Amphibien. Fest installierte Amphibienzäune leiten die Tiere zu einem Amphibiendurchlass („Krötentunnel“) unter der Straße. Temporäre Amphibienzäune werden zur Hauptwanderungszeit installiert, zugleich werden angrenzend Eimer im Boden versenkt. Wenn die Tiere am Zaun entlanggehen, fallen sie in die Eimer. Helfer sammeln sie ein und tragen sie über die Straße.

#### Fischzaun
Der Fischzaun, auch Fischbuhne, Agge oder Arge (englisch fish weir oder fish trap genannt) ist eine weltweit seit dem Mesolithikum in Flüssen, Seen und geeigneten Küstengebieten benutzte Vorrichtung zum passiven Fischfang. Vom Massenfang im Umfeld saisonaler Wohnplätze kann in Europa seit dem Mesolithikum ausgegangen werden. Die Anwohner von Flüssen, Küsten und Seen bereicherten ihren Speiseplan nach dem Abzug der großen Herdentiere durch Fisch.

#### Hundezaun
Hundezäune sorgen dafür, dass Hunde ein Grundstück oder eine andere Fläche nicht verlassen können. Die Höhe richtet sich nach der Größe, der Sprungkraft und dem „Freiheitsdrang“ des Hundes. Als Faustregel gilt, dass der Hundezaun mindestens zwei- bis dreimal so hoch sein sollte wie der Hund. Ein spezieller Hundezaun ist der etwa 5600 km lange Dingozaun in Australien.
Sogenannte „unsichtbare Hundezäune“ sind keine Zäune. Diese Systeme werden so genannt, weil sie die Funktion eines Hundezauns erfüllen. Wenn der Hund einen bestimmten Bereich verlässt, bekommt er einen Stromstoß. In Deutschland sind unsichtbare Hundezäune verboten (§ 3 Nr. 11 Tierschutzgesetz).

#### Schneckenzaun
Schneckenzäune sind eine Maßnahme, um Schnecken am Eindringen in bestimmte Gebiete zu hindern.

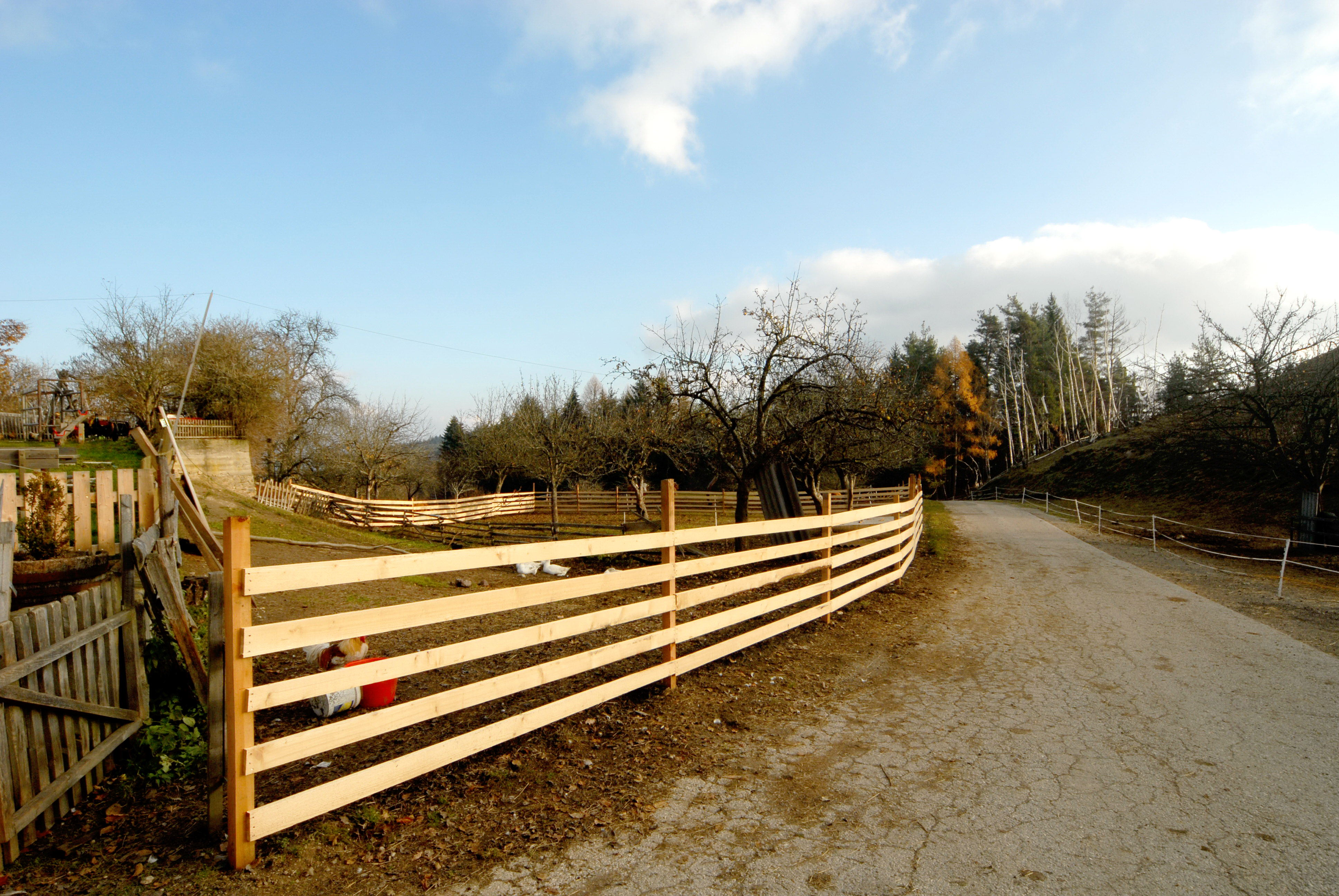
Bretter-Weidezaun

#### Weidezaun

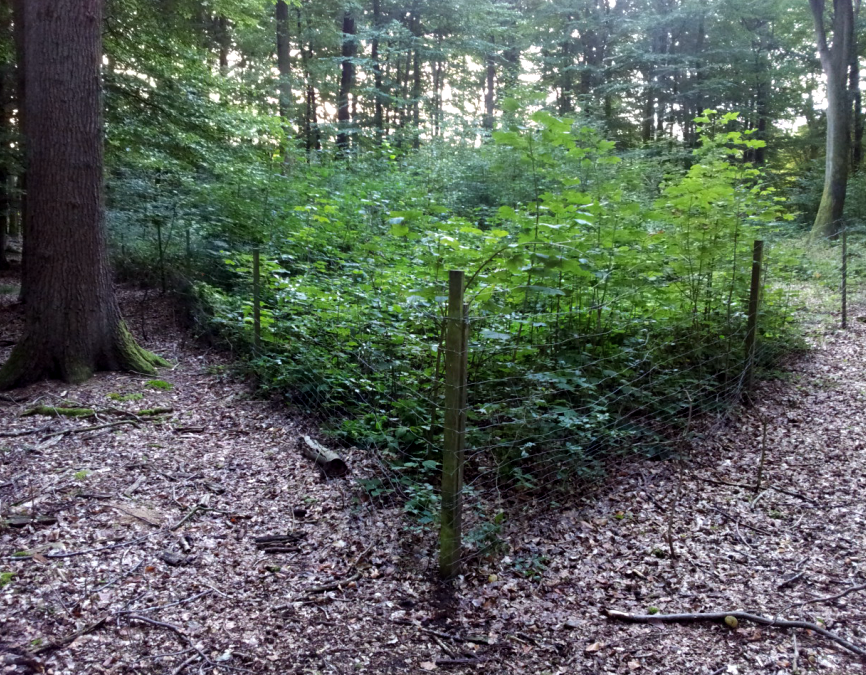
Weisergatter

Der Weidezaun oder Viehzaun wird dort gebraucht, wo man Tiere auf einer Weide einzäunen möchte. Meistens verwendet man für einen Weidezaun Rundpfähle und Halbrundlatten aus Fichte oder Tanne oder das dauerhafte Robinienholz. Die Höhe des Zaunes für Pferde sollte ca. 150 bis 160 cm sein. Weidezäune sollen nicht nur ein Entlaufen der Weidetiere verhindern, sondern auch, dass Raubtiere die Weidetiere reißen (Herdenschutz).
Ein aus Weidenruten geflochtener Flechtzaun wird dagegen Weidenzaun genannt.

#### Weiserzaun
Ein Weiserzaun, auch Weisergatter oder Kontrollzaun genannt, umschließt eine Weiserfläche, die es der Forstwissenschaft und -wirtschaft erlaubt, den Einfluss des Wildes (in Mitteleuropa vor allem Reh, z. T. aber auch Rot-, Dam- und Sikahirsch sowie Gämse und Mufflon) auf die Naturverjüngung des Waldes außerhalb dieser Fläche abzuschätzen und die Jagd entsprechend anzupassen. Der Einfluss des Wildes auf die Vegetation dient auch als indirekter Anzeiger für die örtliche Wilddichte.

#### Wildzaun
Der Wildzaun, auch Wildschutzzaun genannt, besteht aus verknoteten Drähten mit rechteckigen Maschen (Knotengeflecht,  Knotengitter), die von oben nach unten immer enger werden. Ein Wildzaun kann dem Schutz vor Wildverbiss im Wald dienen, er wird dann auch Wildgatter oder Forstgeflecht genannt. Andere Wildzäune dienen dem Schutz vor Wildunfällen an Autobahnen (Autobahnzaun) und Bundesstraßen. Der Kosten- und Arbeitsaufwand ist bei Wildzäunen zum Schutz gegen Verbiss geringer als bei Elektrozäunen für Viehherden.

### Technik und Sonstiges

#### Ballfangzaun
Ballfangzäune dienen bei Ballsportarten wie Volleyball, Fußball oder Tennis dazu, dass Bälle nicht das Spielfeld oder den Sportplatz verlassen. Ferner dienen sie dem Schutz der Zuschauer. Sie bestehen aus Drahtgeflechten oder Stahlgittern, die an stabilen Pfosten befestigt sind. Außer Ballfangzäunen kommen auch Ballnetze als Ballfänger zum Einsatz.

#### Bauzaun

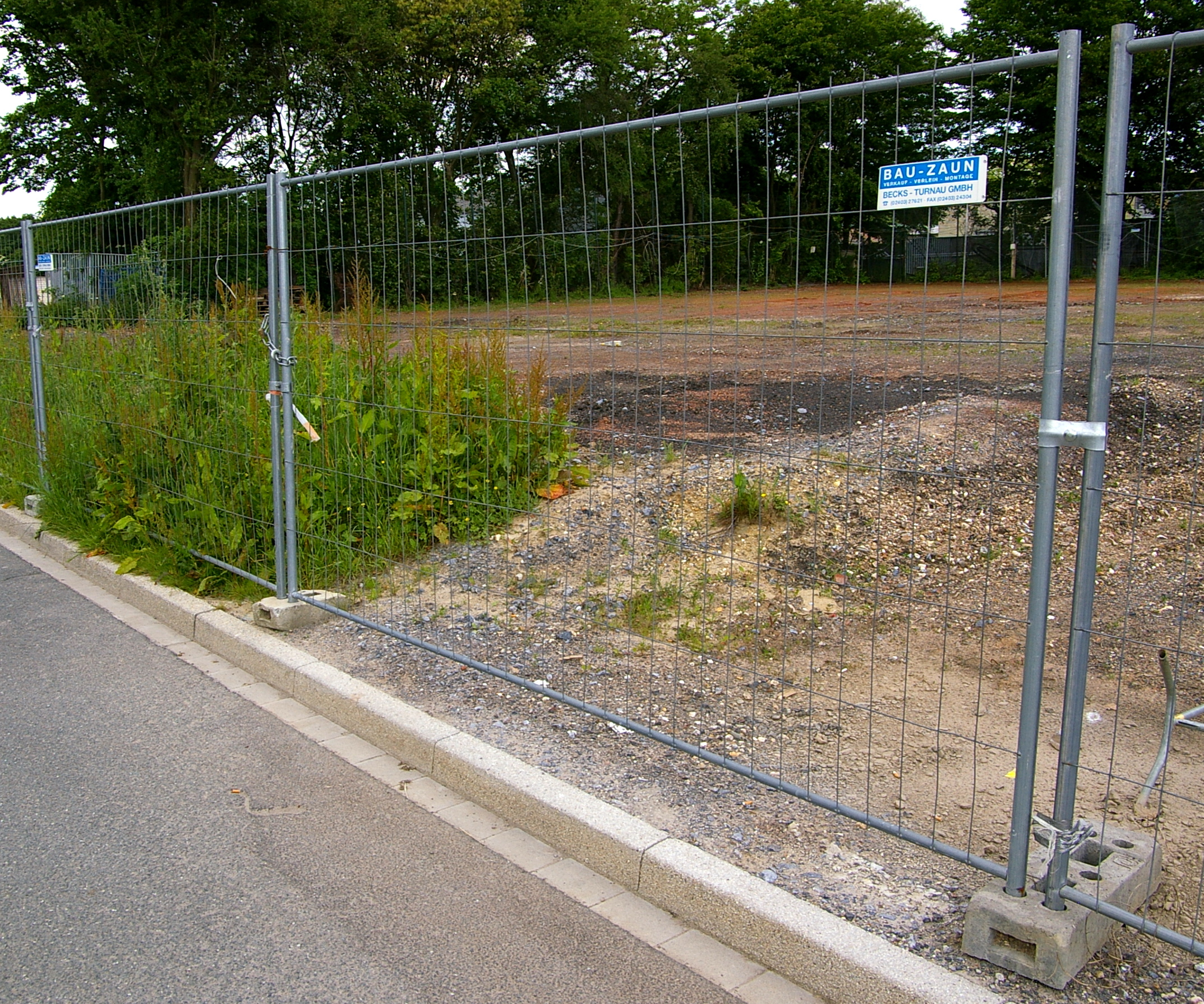
Bauzaun

Als Bauzaun bezeichnet man die temporäre Umgrenzung, Absperrung oder Absicherung eines beliebigen Ortes. In dem Fall, dass er zur Absicherung einer Baustelle verwendet wird, gehört er zur Baustelleneinrichtung. Wurden Bauzäune früher zumeist aus einfachen Brettern oder Schwarten zusammengenagelt, werden heute vielfach vorgefertigte Zaunfelder aus punktgeschweißtem Drahtgitter oder auch großformatige, imprägnierte Spanplatten verwendet.
Um temporäre Absperrzäune leicht aufstellen, bewegen und demontieren zu können, werden die Zaunpfosten oft nicht im Boden verankert, sondern in beschwerten Standfüßen fixiert. Eine einfache Methode ist es, Holzpfosten in alte Autoreifen einzubetonieren. Wenn stattdessen ein kurzes Stück Kunststoff-Abwasserrohr einbetoniert wird, kann der Pfosten mit Keilen im Betonfuß befestigt und später wieder entnommen werden. Bauzaunsysteme verwenden häufig vorgefertigte Bauzaunfüße.

#### Blendschutzzaun
Ein Blendschutzzaun ist Teil der Straßenausstattung und dient dazu, die Blendung durch entgegenkommende Fahrzeuge im Straßenverkehr zu verringern oder zu verhindern. Eine Blendung kann das Sichtfeld der Fahrzeugführers zum Teil stark einschränken und führt damit zu einer Gefährdung der Verkehrsteilnehmer. Aus diesem Grund wurden bereits in den 1960er Jahren erste Versuche mit Blendschutzzäunen unternommen.

#### Energiezaun
Ein Energiezaun ist ein oberirdisch senkrecht stehender Flächenkollektor einer Wärmepumpenheizung. Er wird in Gestalt eines Flechtzauns aus schwarzen Kunststoffrohren errichtet, die von einem Wärmeträger durchströmt sind.

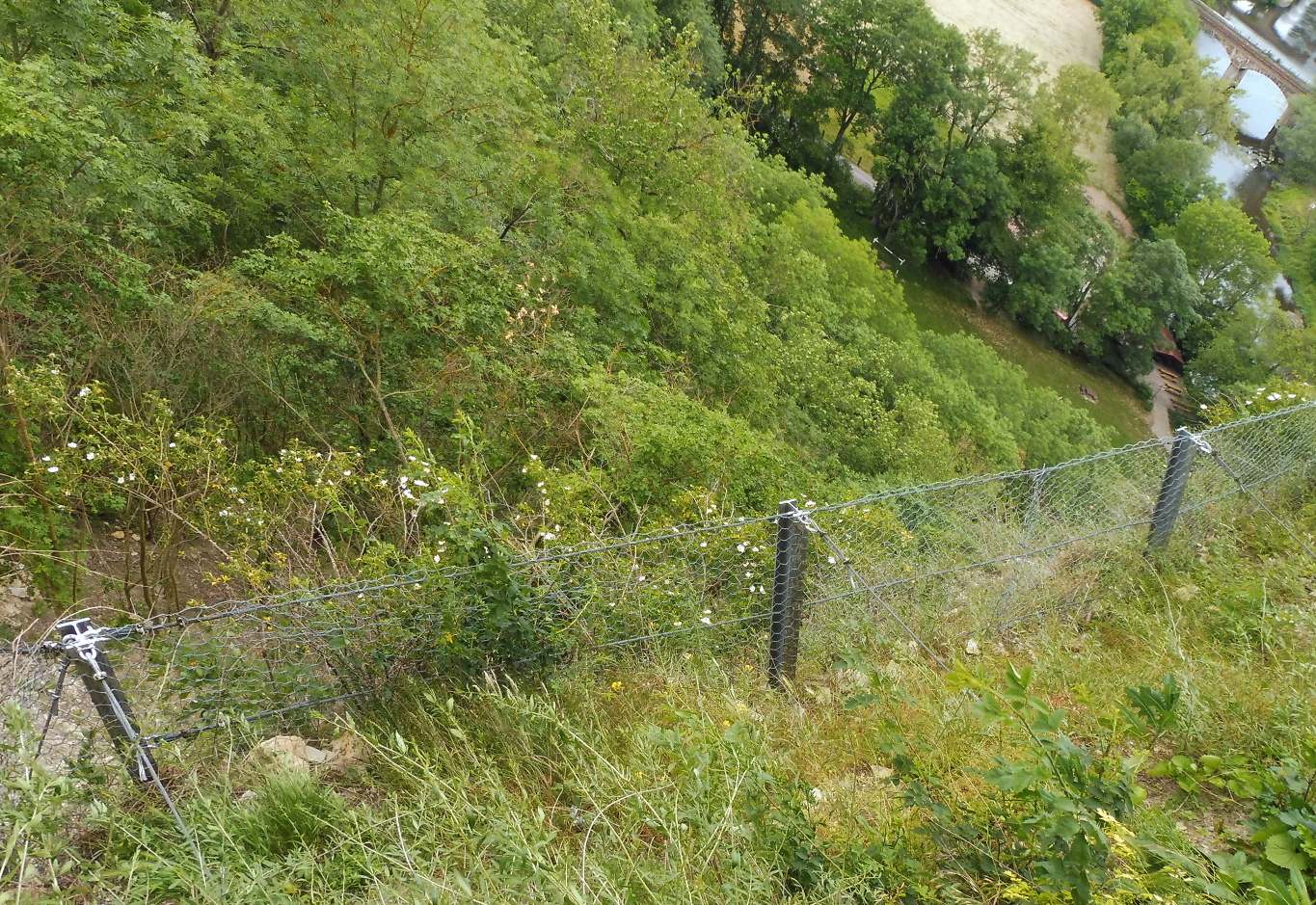
Fangzaun unter der Rudelsburg

#### Fangzaun
Fangzäune können als (zusätzliche) Absturzsicherung dienen, beispielsweise an Felskanten oder an Baugerüsten. Andere Fangzäune schützen Straßen und Gebäude vor Steinschlag. Ferner werden Fangzäune zum Schutz vor Schneeverwehungen eingesetzt (Schneezaun, Schneefangzaun).

#### FIA-Zaun
Ein FIA-Zaun ist ein Absperrelement an Motorsport-Rennstrecken, das dahinter postierte Personen vor Teilen schützen soll, die bei Kollisionen herumfliegen. Normalerweise befindet er sich an beiden Seiten der Rennstrecke, oberhalb der (drei- oder vierfachen) Leitplanken und eventuell vorhandener Energieabsorber, wie Reifenstapel.

#### Gartenzaun
Der Gartenzaun dient der Abgrenzung eines Gartens eines Grundstückes von den Nachbargrundstücken und den Verkehrsbereichen. Neben der räumlichen Trennung bzw. der Zutrittskontrolle ist zudem der visuelle Schutz häufig Zweck eines Gartenzauns. Während früher hier Jäger- und Maschendrahtzäune sehr beliebt waren, haben sich in den letzten Jahren zunehmend Ein- und Doppelstabmattenzäune als die häufigsten Gartenzäune etabliert.

#### Grenzzaun
Ein Grenzzaun markiert die Grenze eines Gebiets, insbesondere eines Staatsgebiets. Grenzzäune an staatlichen Grenzen können mit Stacheldraht, Bewegungsmeldern und Bewachung als nahezu unüberwindliche Hindernisse gestaltet sein, z. B. an der ehemaligen innerdeutschen Grenze zwischen der Bundesrepublik Deutschland und der DDR oder aktuell bei den Sperranlagen in Israel, die israelisches Kerngebiet vom Westjordanland trennen.

#### Windschutzzaun
Ein Windschutzzaun (engl. blast deflector fence) ist ein Bauwerk auf Flugplätzen, das dazu dient Personen, Fahrzeuge und Gegenstände vor schädlichen Wirkungen des Luftstrahls von Düsentriebluftfahrzeugen (englisch: Jet Blast) oder von Propellertriebwerken (englisch: Prop Wash) zu schützen. Auch werden Schäden am Luftfahrzeug verhindert, die durch die Rückzirkulation des Luftstrahls entstehen könnten.

## Längster und kleinster Zaun
Mit etwa 5600 km Länge ist der Dingozaun im Südosten Australiens der längste Zaun der Welt. Zeitweise war er sogar mehr als 8000 km lang. Der Rabbit-Proof Fence in Westaustralien ist mit 3256 km der zweitlängste Zaun.
Ein extrem kleiner „Zaun“ wurde im Jahr 2004 von den Forschern Seth Marder und Joseph Perry mittels eines neuartigen Verfahrens der Mikrotechnik, der Zwei-Photonen-3D-Lithografie, zu Demonstrationszwecken hergestellt. Das Gebilde war ca. 200 Mikrometer lang und 50 Mikrometer hoch. Es bestand aus fünf rechteckigen Kettengliedern und zwei Pfosten.

## Trivia
Bauzäune oder Zäune an Orten, an denen häufig Personen vorbeikommen, werden gelegentlich als Träger von Werbe- und Informationsplakaten verwendet. Auf den Zäunen, die gefährliche Anlagen, wie Umspannwerke umgeben, findet man oft einschlägige Warnschilder.
In der deutschen Kulturgeschichte wird der Zaun, insbesondere in Gestalt des Gartenzauns, oft gleichgesetzt mit kleinbürgerlicher Spießigkeit. Gemeinsam mit dem Gartenzwerg steht er Kritikern auch als Synonym für Rechthaberei und kleinkariertes Besitzdenken: Ein Streit am Gartenzaun unter Nachbarn war Anlass für zahlreiche Zivilprozesse und gab Stoff ab für Fernsehsendungen. Stefan Raabs Lied Maschen-Draht-Zaun um einen Nachbarschaftsstreit hatte 1999 eine Zeit lang Kultstatus. Andere wiederum sehen vor allem im Gartenzaun ein Symbol für Gemütlichkeit und häusliche Harmonie.
Der Liedermacher Stefan Stoppok widmete der Sendung mit der Maus 1996 sein Lied Der kleine Zaun.
Der „BH-Zaun von Cardrona“ im neuseeländischen Cardrona gilt als skurrilster und berühmtester Zaun der Welt. Der Zaun mit mittlerweile über 1000 aufgehängten Büstenhaltern hat sich zu einer Touristenattraktion entwickelt.